# Dávid Mihály (színművész)
Dávid Mihály (Felenyed, 1898. május 29. – Párizs, 1965. november 5.) magyar színész.

## Élete
Dávid Vilmos magánhivatalnok és Rosenfeld Nelli fia. A tatai gimnáziumban érettségizett, majd joghallgató volt. Részt vett az első világháborúban, ahol megsebesült és végül hadnagyként szerelt le. 1921-ben kitüntetéssel végezte el a Színművészeti Akadémiát. Pályáját vidéken kezdte, majd 1923 és 1930 között a Magyar Színház tagja volt. 1931–32-ben az Új, 1936-tól 1940-ig ismét a Magyar Színházban játszott. 1940 és 1944 között a zsidótörvények miatt nem léphetett színpadra. 1945-től 1949-ig a Nemzeti Színház, 1949–1953 között a Madách Színház, 1953-tól 1956-ig a Magyar Néphadsereg Színházában játszott. 1956-ban emigrált és Párizsban telepedett le, s ott élt haláláig. Szabadidejében festészettel és műfordítással is foglalkozott.

## Szerepei

### Színházi szerepei
- Jókai Mór - Hevesi Sándor: Az új földesúr – Vak Mihály
- Molnár Ferenc: A vörös szalon – János
- Földes Imre: Hivatalnok urak – Feleki
- Neumann: Oroszország – Sztyepán

### Filmszerepei
- Az új földesúr (1935) – Kockajátékos
- Café Moszkva (1935) – Orosz tiszt
- Nem élhetek muzsikaszó nélkül (1935) – Gergő, béres Balázsék birtokán
- Légy jó mindhalálig (1936) – Fa megrendelő férfi
- Pogányok (1936) – Hortuba hadnagy
- Fizessen, nagysád! (1937) – A grófnő komornyikja
- Hetenként egyszer láthatom (1937) – Dr. Neubauer, lánynevelő intézeti főorvos
- Nincsenek véletlenek (1938) – Attasé
- Beszterce ostroma (1948) – Forget Ferenc, nyugalmazott őrnagy
- Mágnás Miska (1948)
- Két bors ökröcske (1955; rajzfilm) – Várúr (hang)

## Műfordításai
- Scribe: Navarrai Margit (Rácz Györggyel, 1947)
- Musset: Lorenzaccio (1949)
- Diderot: Színészparadoxon (kézirat, 1949 körül)